# Tilly (Eure)
Tilly – miejscowość i gmina we Francji, w regionie Normandia, w departamencie Eure.
Według danych na rok 1990 gminę zamieszkiwało 457 osób, a gęstość zaludnienia wynosiła 37 osób/km² (wśród 1421 gmin Górnej Normandii Tilly plasuje się na 486. miejscu pod względem liczby ludności, natomiast pod względem powierzchni na miejscu 230.).